# 戈兰·汉松
戈兰·汉松（瑞典語：Göran K. Hansson、1951年—)，瑞典医学家。瑞典皇家科学院院士、欧洲科学院院士、卡罗琳学院诺贝尔大会会员，诺贝尔基金会董事会副主席。

## 介绍
1980年，汉松于在哥德堡大学获得博士学位。曾先后在西雅图的华盛顿大学担任助理研究员（英語：research scientist）职务、在哥德堡大学担任教授职务、在哈佛医学院的做过访问学者。自1995年以来，在卡罗林斯卡学院的担任教授职务。
2007年，汉松当选为瑞典皇家科学院院士，并自2015年起担任常任秘书职务；同时，其还是欧洲科学院院士、卡罗琳学院诺贝尔大会会员、诺贝尔基金会董事会副主席。